# Lawrence of Arabia (soundtrack)
Lawrence of Arabia is de originele soundtrack, gecomponeerd en gedirigeerd door Maurice Jarre voor de film Lawrence of Arabia uit 1962 van David Lean. Het album werd uitgebracht in 1962 door Colpix Records.

## Achtergrond
De partituur werd uitgevoerd door het London Philharmonic Orchestra, dat bestond uit 60 strijkers, 11 percussionisten, twee vleugels, twee harpen en drie ondes-Martenots. Het werd opgenomen in de Shepperton Studios.
De soundtrack won de Oscar voor beste originele muziek, substantieel origineel.
Een complete opname van de partituur werd pas in 2010 gehoord toen Tadlow Music een cd met de muziek uitbracht, waarbij Nic Raine het Praags Filharmonisch Orkest dirigeerde aan de hand van partituren die waren gereconstrueerd door Leigh Phillips.

## Tracklijst
Alle muziek en teksten zijn geschreven door Maurice Jarre, tenzij anders vermeld. 
| 1.                 | Overture (Intro: "The Voice Of The Guns") *  | 4:14 |
| 2.                 | Main Title                                   | 1:54 |
| 3.                 | Miracle                                      | 3:08 |
| 4.                 | Nefud Mirage                                 | 2:20 |
| 5.                 | Rescue Of Gasim And Bringing Gasim Into Camp | 5:46 |
| 6.                 | Arrival At Auda's Camp                       | 2:01 |
| 7.                 | The Voice Of The Guns *                      | 1:58 |
| 8.                 | Continuation Of The Miracle                  | 2:13 |
| 9.                 | Suns Anvil                                   | 3:04 |
| 10.                | Lawrence & Body Guard                        | 2:04 |
| 11.                | That Is The Desert                           | 2:51 |
| 12.                | End Title                                    | 1:05 |
| Totale duur: 33:21 |                                              |      |

* De mars The Voice of the Guns (1917) is gecomponeerd door Kenneth Alford.

## Hitnoteringen

### NPO Klassiek Filmmuziek Top 200
| Lawrence of Arabia in de NPO Klassiek Filmmuziek Top 200 | Lawrence of Arabia in de NPO Klassiek Filmmuziek Top 200 | Lawrence of Arabia in de NPO Klassiek Filmmuziek Top 200 |
| Jaar                                                     | 2024                                                     | 2025                                                     |
| -------------------------------------------------------- | -------------------------------------------------------- | -------------------------------------------------------- |
| Positie                                                  | 132                                                      | 129                                                      |

## Prijzen en nominaties
| Jaar | Prijs                 | Categorie                                                    | Genomineerde(n)                    | Uitslag     |
| ---- | --------------------- | ------------------------------------------------------------ | ---------------------------------- | ----------- |
| 1963 | Academy Award (Oscar) | Beste originele muziek, substantieel origineel               | Lawrence of Arabia – Maurice Jarre | Gewonnen    |
| 1964 | Grammy Award          | Best Original Score from a Motion Picture or Television Show | Lawrence of Arabia – Maurice Jarre | Genomineerd |
| 1964 | Grammy Award          | Best Instrumental Theme                                      | Lawrence of Arabia – Maurice Jarre | Genomineerd |